# Moeksypryl
Moeksypryl, meksypryl – organiczny związek chemiczny, lek z grupy inhibitorów konwertazy angiotensyny zarejestrowany w Polsce w terapii nadciśnienia tętniczego (w monoterapii lub w połączeniu z innymi lekami). Jest dostępny na rynku pod nazwami handlowymi Univasc, Perdix, Cardiotensin, Cardiotensin Plus (w połączeniu z hydrochlorotiazydem).
Jest prolekiem, w organizmie zostaje przekształcony w formę aktywną – meksyprylat, który posiada 1000 razy większą aktywność.

Moeksyprylat – aktywny metabolit moeksyprylu

## Mechanizm działania
Moeksypryl powoduje zahamowanie działania konwertazy angiotensyny i w efekcie zmniejszenie stężenia angiotensyny II. Końcowym efektem jest spadek ciśnienia tętniczego.
Początek działania leku uwidacznia się po 2 godzinach, szczyt działania przypada na 3–6 godzin po podaniu, trwa 24 godziny. Pełny efekt hipotensyjny osiąga się po 2–4 tygodniach stosowania leku.

## Dawkowanie
Lek podaje się doustnie. Na rynku dostępne są dwie dawki – 7,5 mg oraz 15 mg. Rozpoczyna się od najmniejszej dawki, tj. 7,5 mg, w razie potrzeby zwiększając ją do 30 mg/d w jednej lub dwóch dawkach podzielonych. Maksymalna dobowa dawka wynosi 60 mg. W przypadku terapii skojarzonej, np. z tiazydami dawki moeksyprylu ulegają zmniejszeniu.